# 卡拉特佩-阿斯朗塔敘國家公園
37°18′29.04″N 36°15′01.10″E / 37.3080667°N 36.2503056°E

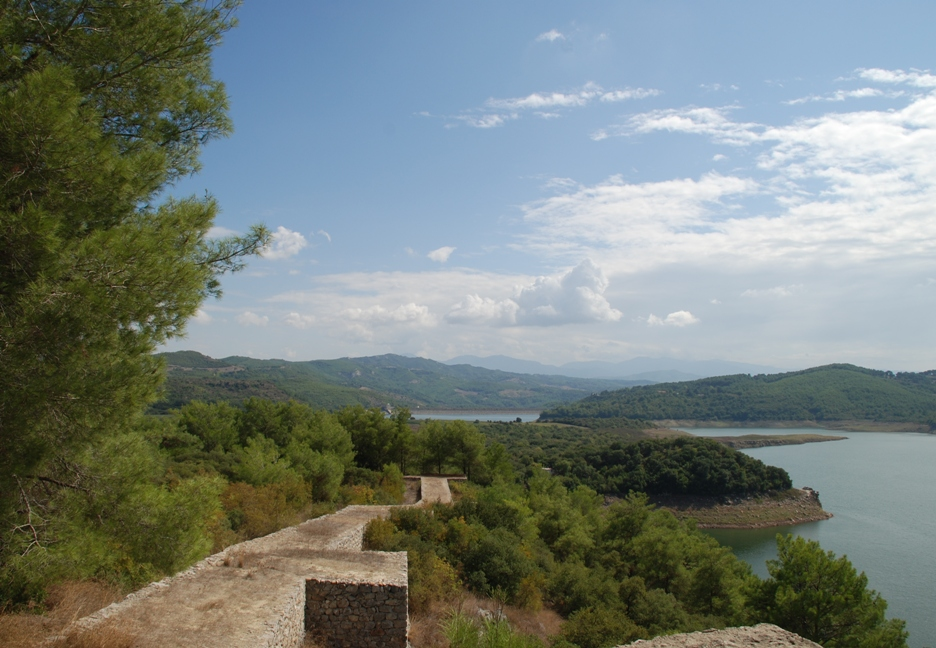

卡拉特佩-阿斯朗塔敘國家公園是土耳其的國家公園，位於該國南部奧斯曼尼耶省，成立於1958年5月29日，面積41平方公里，有15種哺乳類、12種爬蟲類、5種兩棲類、22種魚類等野生動物棲息。